# Иван Пейковски
Иван Минков Пейковски е български журналист, писател и краевед.

## Биография
Роден е на 25 октомври 1931 г. в гр. Троян. Средно образование завършва в Троянската смесена гимназия „Васил Левски“ през 1949 г., а висше – през 1955 г. в Софийски университет „Св. Климент Охридски“ по специалността руска филология. През лятото на 1967 г. става основател и пръв главен редактор на вестник „Троянски глас“ (до края на 1972 г.). От 1974 до 1980 г. е директор на Издателството на Отечествения фронт, а от 1980 до 1984 г. – на Българския културно-информационен център в Будапеща. След завръщането си от Унгария до пенсионирането му през 1991 г. е журналист в Агенция София прес. Член е на Съюза на независимите български писатели. 
Умира на 5 декември 2008 г. в София. Погребан е в Централните софийски гробища.

## Произведения
- Троянският край. Медицина и физкултура. София, 1964. [Съавтор]
- Д-р Георги Стоев-Шварц. Биографичен очерк. София, Изд. на БКП, 1965.
- Троян. Исторически очерк. София, Изд. на НС на ОФ, 1965, 80 с.; Второ издание, Троян, Изд. „Алфа-Даниел“, 1992.
- Власи Власковски. Биографичен очерк. София, 1968.
- Спас Балевски [Биографичен очерк]. София, Изд. на БКП, 1971, 92 с.
- И затръбих тревога [Биографична повест за Тончо Стаевски]. София: Партиздат, 1976, 139 с.
- Последният юли. Повест за Спас Балевски. София, Изд. на БКП, 1981, 136 с.
- Род и Отечество. Троянски страници. София, Изд. Пеликан Алфа, 2003, 189 с.
- Вкус на балканска трапеза. София, ИА „Лакрима“, 2004, 294 с.

Съставителство и преводи
- С академик Ангел Балевски – на шега и сериозно. София: Академично издателство „Марин Дринов“, 2003, 84 с.
- Защо се смее троянецът. Шеговити разкази за сериозни балканджии. София, 1998.
- Българинът се смее. Народни анекдоти. Съавторство с цикъла „Троянски усмивки“ на Интерпрес 67. София, 1990.
- Незабравимите. Спомени за Атанас Манчев и Тончо Стаевски. София: Български писател, 1990. [Съсъст.]
- СССР отблизо. Книга за съветската страна, за съветските хора и за съметския начин на живот. АПН-Москва, ОФ-София, 1973. [Съсъст.]
- Троян. [Сборник, II]. София, 1973. [Съсъст.]
- Планина Троянска. Историко-литературен сборник. София: Изд. на ОФ, 1970, 227 с.
- Никола Н. Габърски. Стихотворения и проза. Троян, 1969.
- Троян. [Сборник, I]. София: Изд. Наука и изкуство, 1968. [Съсъст.]
- Тончо Стаевски. Стихотворения, дневник. Троян, 1966.
- Карцов, П. П., През Троянския балкан. Извлечение от „Из прошлого. Личные и служебные воспоминания, I-II, СПб, 1888“. Троян, 1965. [Превод]

Сценарии и документални филми
- Доктор Шварц. Българска телевизия.
- Сърце, което свети (Спас Балевски). Студия за документални филми.
- Шестте кокичета. Студия за документални филми. Режисьор Христо Ковачев.
- Генерал Стаев. Студия за документални филми. III награда на МНО, 1985.

## Награди
- Орден „Св. св. Кирил и Методий“ – I степен
- Почетен знак на Унгарския народен фронт